# Ernest Thompson Seton
Ernest Thompson Seton (14. srpna 1860 South Shields, Durhamské hrabství, Anglie – 23. října 1946 Seton Village, Nové Mexiko, USA) byl ilustrátor, spisovatel a zakladatel woodcrafterského hnutí. Svou tvorbou také velice silně ovlivnil český skauting.

## Životopis
Od mládí tíhl ke studiu přírody a tento zájem jej přivedl k malířství. Získal stipendium na londýnské Královské akademii umění, kde strávil dva roky. V roce 1881 se usadil na farmě svých starších bratrů v Carberry (Manitoba). Dříve než jako spisovatel, stal se uznávaným jako ilustrátor přírodovědných publikací. Začátkem 90. let odjel studovat malířství do Paříže. Byl dvakrát ženat. S první manželkou Grace Gallatin (rozvedli se po dlouholetém odloučení během 30. let) měl dceru Anyu, později známou spisovatelku historických románů. S druhou ženou, spisovatelkou Julií Buttreeovou, adoptovali dceru Dee. V roce 1936 pobýval společně s manželkou Julií v rámci mezinárodního turné i v Československu.
Pravděpodobně na popud své první ženy Grace Gallatin začal od poloviny 80. let 19. století publikovat povídky o zvířatech, ve kterých čerpal ze svých bohatých zkušeností lovce a zálesáka. Zásadní zlom v jeho životě znamenal rok 1902, kdy se mu podařilo motivovat partu chlapců, která se opakovaně dopouštěla vandalismu na bráně jeho usedlosti Wyndygoul (Connecticut), k založení prvního woodcrafterského kmene, Woodcraft Indians. Od té doby až do své smrti se cele věnoval woodcrafterskému hnutí.
Souběžně s woodcrafterským hnutím se rozvíjela celá řada dalších hnutí, v Německu kupříkladu Wandervogel a v Anglii skauting. Zvláště skauting se mu zdál být zpočátku hodně blízkým. Když jej Robert Baden-Powell během léta 1905 kontaktoval, měl za to, že je jeho záměrem pouze modifikovat woodcrafterskou myšlenku pro evropské podmínky, proto souhlasil s použitím materiálů z Birch Bark Roll v Scouting for Boys (kterou později použil v roce 1912 Antonín Benjamin Svojsík pro své Základy junáctví). Výsledkem však byl on sám silně rozčarován. Baden-Powell použil, co se mu zamlouvalo, jeho samotného ani nezmínil, a přidal některé jemu protivné prvky. Baden-Powell byl voják a vznik anglického skautingu ovlivnila i křesťanská organizace mládeže Boys' Brigade založená anglikánským duchovenstvem. Obojí se na Baden-Powellově pojetí silně projevilo. On sám ale věřil, že ideová síla woodcraftu je silnější než síla skautingu a chtěl své pojetí uplatnit v Americe. Jako výraz smíření přijal nabídku stát se náčelníkem Boy Scouts of America (vznikli 21. června 1910), a dokonce šel tak daleko, že osmé vydání Birch Bark Roll vydané ve spolupráci s Edgarem M. Robinsonem nazval The American Boy Scout.

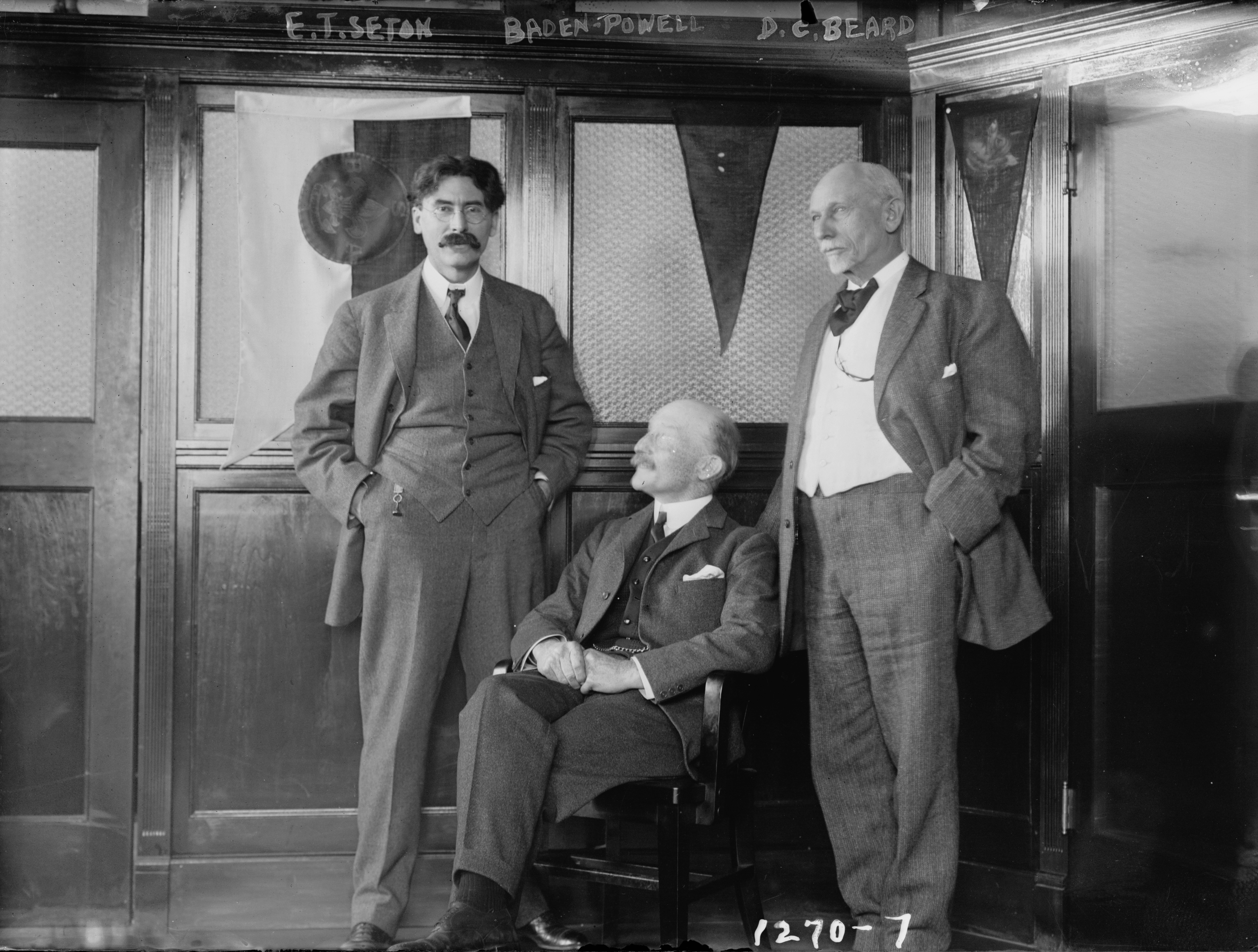
Ernest Thompson Seton, Robert Baden-Powell a Daniel Carter Beard

V americkém skautském hnutí setrval do roku 1915, kdy byl v podstatě vyhozen na základě dodatku, podle kterého mohl být členem Boy Scouts of America pouze občan Spojených států amerických. V té době neměl americké státní občanství. Člověkem, který k bezprostřednímu konfliktu přispěl, byl ambiciózní James West. Kromě osobních sporů a intrik byly důvodem roztržky i ideové rozpory, zhruba řečeno jeho oponenti chtěli skauting spíše baden-powellovský, on sám prosazoval svoje vlastní názory. Svou zkušenost se skautským hnutím později shrnul: „Mým záměrem bylo dělat z nich (skautů) muže, Baden-Powellovým – vojáky“.
Čtrnáct let po založení organizace Woodcraft Indians, tedy roku 1916, přetvořil na novou The Woodcraft Leaggue of America, daleko lépe organizovanou.
Jeho averzi vůči skautingu a jeho protagonistům do značné míry později tlumila druhá žena Julia Moss Buttree-Seton, která po jeho skonu a zániku The Woodcraft League of America věnovala prakticky celou jeho pozůstalost do péče BSA.
Mezi českými skauty je pravděpodobně známější a uznávanější než mezi americkými, poněvadž v době, kdy se konsolidoval český skauting, ho „objevil“ středoškolský profesor Miloš Seifert, který propagaci jeho woodcrafterského hnutí zasvětil celý svůj život. Snad právě proto je v bývalém Československu oproti světovému skautingu dodnes kladen velký důraz na výchovu spojenou s pobytem v přírodě.
Často se však nedoceňuje skutečnost, že A. B. Svojsík ve svém zásadním díle Základy junáctví (1912) věnuje hned v úvodní části strany 19–23 právě E. T. Setonovi a medailonek o Baden-Powellovi polemicky otevírá zamyšlením: Těžko je posouditi, kdo má o které odvětví skautingu větší zásluhy, zde Seton, či Baden-Powell. Jisto je, že ona romantičnost, poetičnost a láska k přírodě jsou především zásluhou Setonovou, kdežto pořádek, kázeň, organizace jsou zase dílem Powellovým – obou výborných psychologů i pedagogů. (s. 22–23)

## Dílo

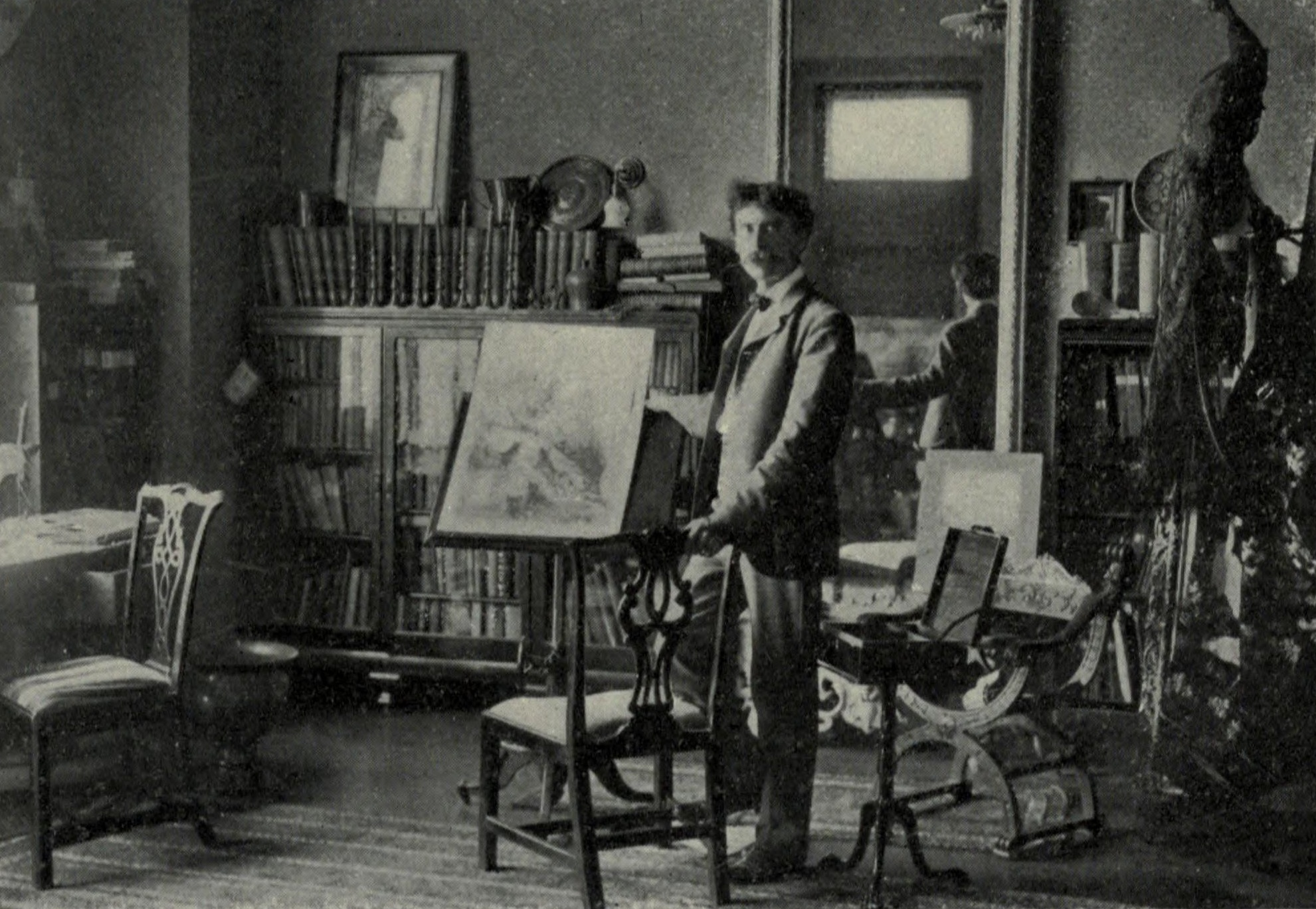
Ernest Thompson Seton

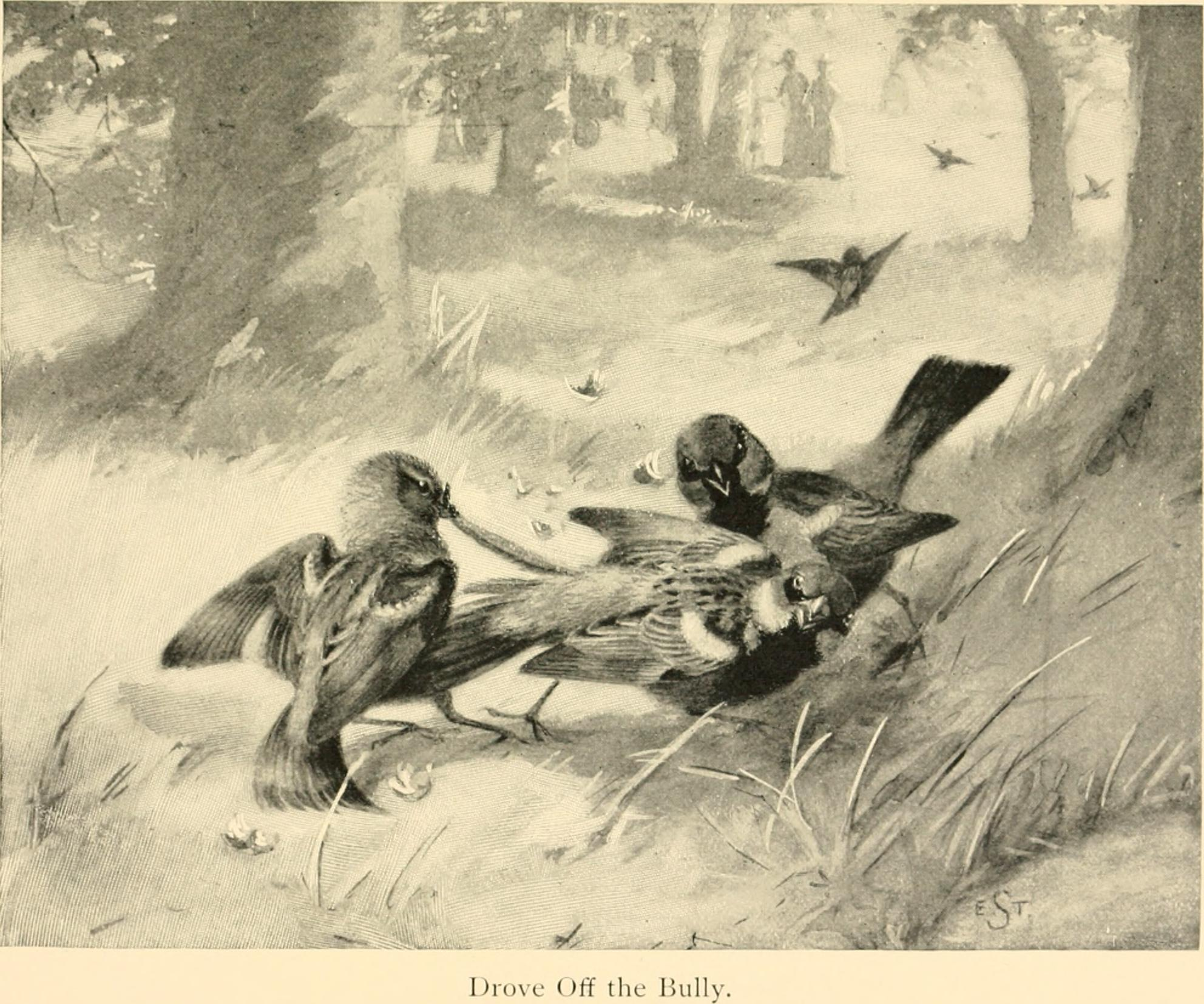
Autorova ilustrace ke knize Lives of the Hunted (1901)

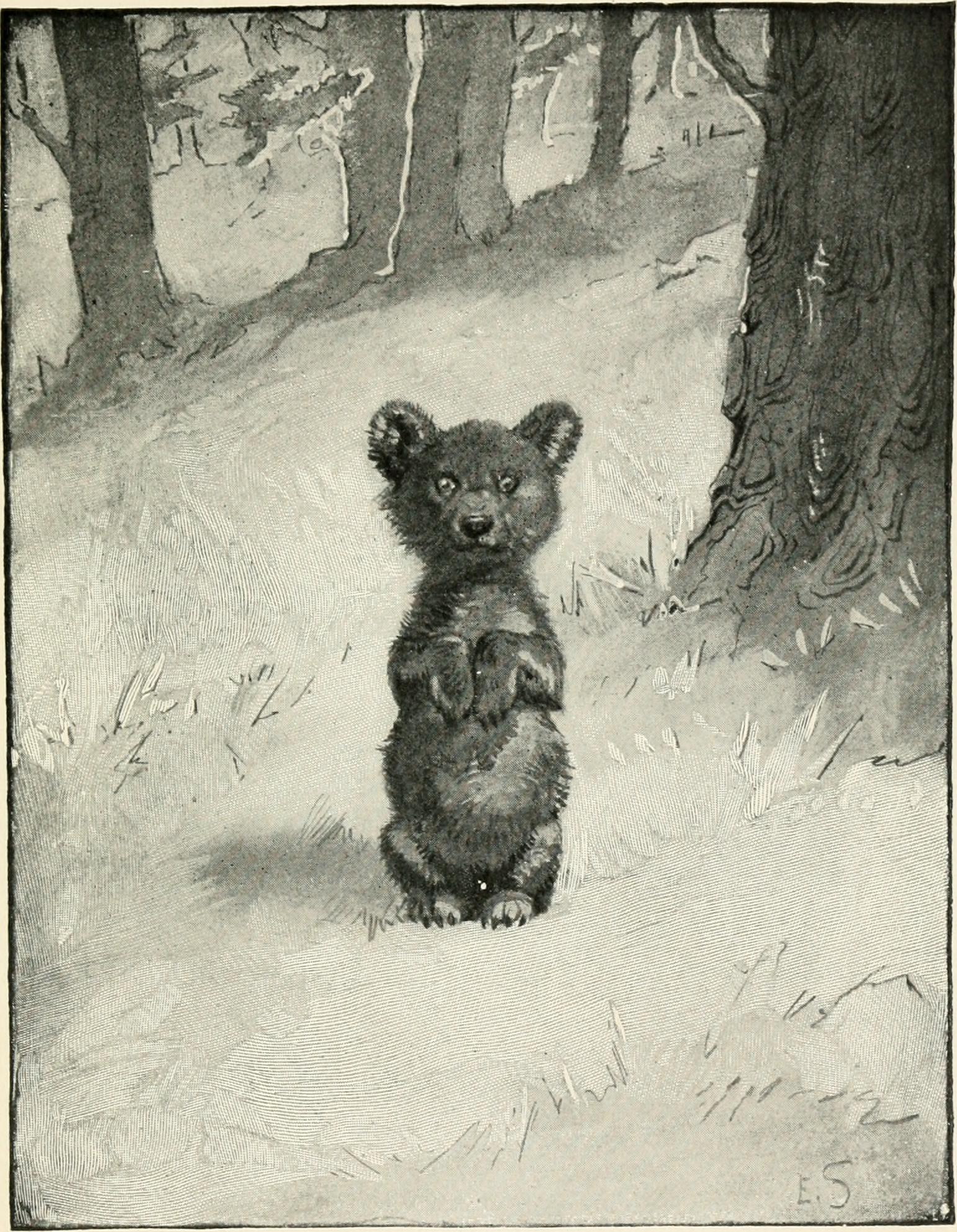
Autorova ilustrace ke knize Krag and Johnny Bear (1902)

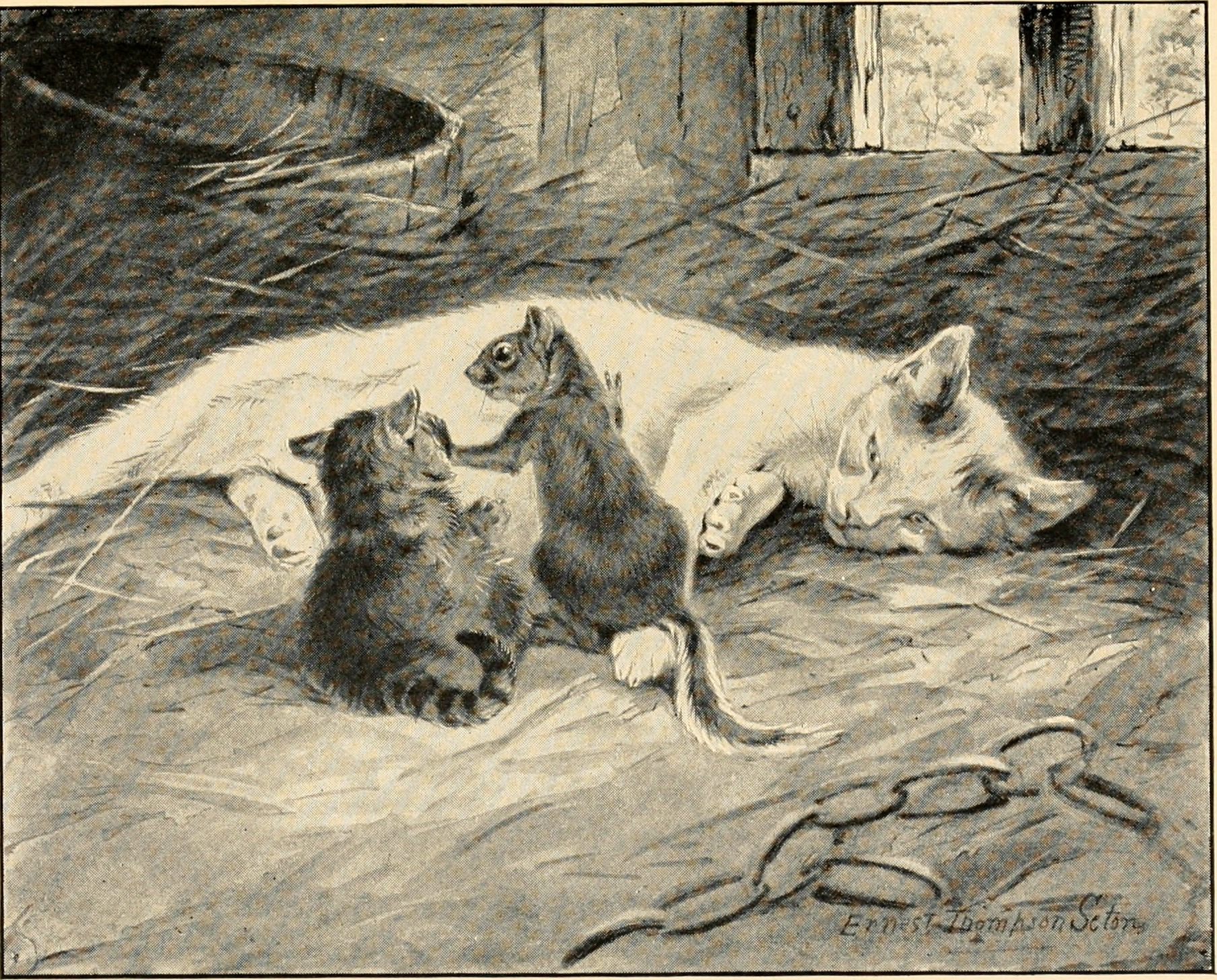
Autorova ilustrace ke knize Bannertail: The Story of A Gray Squirrel (1922)

- Mammals Of Manitoba (1886) [Savci Manitoby]
- Birds Of Manitoba, Foster (1891) [Ptáci Manitoby]
- How to Catch Wolves, Oneida Community (1894) [Jak porozumět vlkům; obrazy: Spící vlk, Triumf vlků (Marné čekání, Štvanice]
- Studies in the Art Anatomy of Animals, Macmillan (1896) [Umělecká anatomie zvířat]
- Wild Animals I Have Known, Scribners (1898) č. Příběhy zvířat volně žijících (1914), potom Divoké děti lesů (1968)
- The Trail of The Sandhill Stag, Scribners (1899) č. Za sandhillským jelenem později Po jelení stopě (Sebrané spisy, dále jen SS 2)
- Lobo, Rag, and Vixen, Scribners (1899)
- The Wild Animal Play For Children (Musical), Doubleday & Curtis (1900)
- The Biography of A Grizzly, Century (1900), č. Wahb, později Blesk (SS 2)
- Lobo (1900)
- Ragylug (1900)
- American Printing House For The Blind, Wild Animals I have Known (NY point system) (1900)
- Pennsylvania Institution for the Blind Four Books In Braille: Lobo, Redruff, Raggylug, Vixen (1900)
- Lives of the Hunted, Scribners (1901), č. Děti pustin, později Přátelé [z] divočiny (SS 9)
- Twelve Pictures of Wild Animals (no text) Scribners (1901)
- Krag and Johnny Bear, Scribners (1902)
- Od května do listopadu 1902 v časopise Ladies’ Home Journal (roč. 19) vychází na pokračování články Ernest Thompson Seton's Boys, těchto sedm statí vytvořilo ideový základ pro hnutí Woodcrafterských Indiánech a současně se stalo podkladem pro knihu The Birch Bark Roll; ta byla stále doplňovaná a upravovaná, jen za Setonova života vyšlo snad 29 vydání; 25. vyd. z roku 1931 lze již považovat za konečné. Její názvy se však zejména v prvních deseti vydáních měnily (viz níže)
- How to Play Indian (1903) [Jak si hrát na Indiány = 2. vyd. Svitku...]
- Two Little Savages, Doubleday (1903), č. Dva divoši (1925 atd., nový překlad 1957 atd. a další 2005)
- How to Make A Real Indian Teepee, Curtis (1903)
- How Boys Can Form A Band of Indians, Curtis (1903)
- The Red Book, or How to Play Indian (1904) [3. a 4. (1905) vyd. Svitku… vyšlo pod tímto názvem]
- Monarch, The Big Bear of Tallac, Scribners (1904), č. Medvěd Monarcha (SS 6)
- Woodmyth and Fable, Century (1905) [Lesní mýty a bajky]
- Animal Heroes, Scribners (1905), č. Zvířata hrdinové (SS 3)
- The Birch Bark Roll of the Woodcraft Indians (1906), [5. vyd., ale 1. tohoto názvu] č. Svitek březové kůry – kniha lesní moudrosti II [č. překlad vychází z pozdějších doplněných vyd.]
- The Natural History of the Ten Commandments, Scribners (1907)
- The Birch-Bark Roll of the Outdoor Life. Doubleday [7. vyd.] (1908)
- Fauna of Manitoba, British Assoc. Handbook (1909)
- Biography of A Silver Fox, Century (1909), č. Domino – životopis stříbrného lišáka (SS 9)
- Life Histories of Northern Animals (2 Volumes), Scribners (1909), č Ze života severních zvířat I-V (upravený výběr 1937-38)
- BSA: A Handbook of Woodcraft, Scouting, and Life-craft, Including General Sir Baden-Powell's Scouting for Boys. Doubleday and Page for the Boy Scouts of America (1910)  [Americký skaut: Příručka k nacházení lesní a životní moudrosti = 8. vyd. Svitku].
- The Arctic Prairies, Scribners (1911) č. Arktickou prérií (SS 8)
- Rolf In The Woods, Doubleday (Dedicated to the Boy Scouts of America). Note: Full text is available on-line, thanks to Ted Soldan and the holders of the copyright. (1911), č. Rolf zálesák (SS 1)
- The Book of Woodcraft and Indian Lore (1912), č. Indiáni – kniha lesní moudrosti I. (SS 11 a 14)
- The Forester's Manual, or, The forest trees of eastern North America. Doubleday (1912)
- The Red Lodge, private printing of 100 copies (1912)
- Wild Animals At Home, Doubleday (1913), č. Děti divočiny doma (SS 6)
- The Slum Cat, Constable (London) (1915)
- Legend of the White Reindeer, Constable (London) (1915) č. Legenda o bílém sobu (SS 3)
- The Manual of the Woodcraft Indians (1915)
- Wild Animal Ways, Doubleday (1916), č. Děti divočiny (SS 4)
- Woodcraft Manual for Girls (for Boys). (1916)
- The Preacher of Cedar Mountain, Doubleday (1917), č. Úsvit na Cedrové hoře, později Kazatel z Cedrové hory (SS 5)
- Woodcraft Manual for Boys; the Sixteenth Birch Bark Roll by Ernest Thompson Seton. Published for the Woodcraft League of America, Garden City, N.Y., Doubleday, Page & Company, 1917. 441 pp., illus. and music. (1917)
- The Woodcraft Manual for Boys; the Seventeenth Birch Bark Roll by Ernest Thompson Seton. Published for the Woodcraft League of America, Inc. Garden City, New York Doubleday, Page & Company, 441 pp. Illus. and music. (1918)
- The Woodcraft Manual for Girls; the Eighteenth Birch Bark Roll, Published for the Woodcraft League of America, Inc. Garden City, New York, Doubleday, Page & Company, 424 pp. Illus. and music. (1918)
- Sign Talk of the Indians, Doubleday (1918)
- The Laws and Honors of the Little Lodge of Woodcraft., 8 vo. Published at Cheyenne, Wyo. August. 4th edition. (1919)
- The Brownie Wigwam; The Rules of the Brownies. Fun outdoors for boys and girls under 11 years of age. Woodcraft League of America, N. Y. 8 vo., 7 pp. 5th edition, the first being part of the Birch Bark Roll for 1906 (1921)
- The Buffalo Wind (1921)
- Woodland Tales (1921), č. Z lesní říše (1925)
- The Book of Woodcraft (1921)
- The Book of Woodcraft and Indian Lore Doubleday, Page & Co., 590 pp. More than 500 drawings by the author; 3rd edition of the 1912 issue, enlarged by the inclusion of „The Foresters Manual.“ (1922)
- Bannertail: The Story of A Gray Squirrel, Scribners (1922) č. Pírko, příběh šedého veverčáka (SS 2)
- Manual of the Brownies; Manual of the Brownies, the Little Lodge of the Woodcraft League of America. 6th edition. A pamphlet of 10 pp. Oct., New York. (1922)
- The Ten Commandments in the Animal World, Doubleday (1923) č. Desatero přikázání ve světě zvířat, in Ptačí příběhy (1926)
- Animals, The Nature Library, Doubleday (Color Plates) (1926)
- Lobo, Rag, and Vixen (The Scribner Series of School Reading), Scribners, 147 pp. (1927)
- Old Silver Grizzle, Hodder (London) (ca 1927), č. Starý šedivec – jezevec, in Děti divočiny doma (SS 6)
- Raggylug and Other Stories, Hodder (London) (ca 1927)
- Chink and Other Stories, Hodder (London) (ca 1927)
- Foam The Razorback, Hodder (London) (ca 1927)
- Johnny Bear and Other Stories, Hodder (London) (ca 1927)
- Lobo and Other Stories, Hodder (London) (ca 1927)
- Animals Worth Knowing, (As Above), The Little Nature Library, Doubleday (No Color Plates) (1928)
- Lives of Game Animals (4 Volumes), Doubleday 1925–1928 [Životy lovné zvěře]
- Blazes on The Trail, Little Peegno Press (3 Pamphlets): Life Craft or Woodcraft; Rise of the Woodcraft Indians; Spartans of the West (1928)
- Krag, The Kootenay Ram and Other Stories, University of London Press (1929) pov. č.: Krag / Rek, osudy horského berana, in Přátelé z divočiny
- Billy the Dog That Made Good, Hodder (London) (1930)
- Cute Coyote and Other Stories, Hodder (London) (1930)
- Lobo, Bingo, The Pacing Mustang (1930)
- Famous Animal Stories (1932)
- Animals Worth Knowing (1934)
- Johnny Bear, Lobo and Other Stories, (Modern Standard Authors) Scribners (1935)
- The Gospel of the Redman, with Julia Seton, Doubleday (1936), č. Poselství rudého muže.
- Biography of An Arctic Fox, Appleton-Century (1937), č. Katug – příběh polárního lišáka (SS 2)
- Great Historic Animals, Scribners (1937)
- Mainly About Wolves (Same as above), Methuen (London) (1937), [rozšířené předchozí ] č. Král vlků (1999! SS 7)
- Pictographs of the Old Southwest, with other authors, Cedar Rapids (1937)
- Buffalo Wind, Private printing of 200 (1938)
- Trail and Camp-Fire Stories (1940)
- Trail of an Artist-Naturalist: The Autobiography of Ernest Thompson Seton, Scribners (1940), č. Cesta životem a přírodou (1977, cenzurováno)
- Santanna, The Hero Dog of France, Limited printing of 500 copies with 300 autographed, Phoenix Press (1945)
- The Best of Ernest Thompson Seton (1949)
- Ernest Thompson Seton's America; Selections of the writings of the artist-naturalist. New York: Devin-Adair Co. 413 pages Edited with an intro by Farida A. Wiley (1954)
- Animal Tracks and Hunter Signs (1958), č. včleněno in Svitek březové kůry – kniha lesní moudrosti II (SS 11)
- The Gospel of the Redman; with Julia M. Seton, Santa Fe NM; Seton Village (1958)
- The Worlds of Ernest Thompson Seton. (Edited, with introduction and commentary, by John G. Samson). New York: Knopf. 204 pp. (1976)

## Filmové adaptace
- Ingomar, the Barbarian (1908), americký němý film podle autorovy povídky, režie D. W. Griffith.
- Chico, the Misunderstood Coyote (1961), americký televizní film podle autorovy povídky, režie Walter Perkins.
- The Legend of Lobo (1962), americký film podle autorovy povídky, režie James Algar a Jack Couffer.
- King of the Grizzlies (1970), americký film podle autorovy knihy ''The Biography of a Grizzly, režie Ron Kelly.
- King of the Grizzlies (1973), dvoudílný americký televizní film podle autorovy knihy ''The Biography of a Grizzly, režie Ron Kelly.

- Домино (1973, Domino), ruský sovětský film podle stejnojmenné autorovy knihy, režie Igor Negresku.
- The Wolf that Changed America (2008) TV britský hraný dokument ze Setonova života o příběhu, který jej inspiroval k napsání světoznámé povídky Lobo, král Currumpawy; 2010 uveden v ČT jako Lobo – vlk, který změnil Ameriku; režie Steve Gooder.
- Чинк (1992, Chink), ruský animovaný film podle autorovy povídky, režie Leonid Kajukov.

## Česká vydání

### Do roku 1948
- Bingo; Lobo; Matka liška, povídky o zvířatech, František Topič, Praha 1909 a 1921, přeložil J. F. Khun, znovu Jan Otto, Praha 1930..
- Ptačí příběhy, František Topič, Praha 1910 a 1920, přeložil J. F. Khun, [3 povídky: Stříbroleb, Rudokrček a Vrabčák Hřmotil].
- Prérijní vlk, přítel malého Jima, Záře, Praha 1910, přeložil J. Červený (obsahuje ještě povídku Wully, ovčácký pes).
- Beran Rek; Medvěd Šeda, životopisy zvířat, František Topič, Praha 1911, přeložil J. F. Khun.
- Povídka o bažantovi, Záře, Praha 1912, přeložil J. Červený.
- Příběhy zvířat volně žijících, Karel Svoboda, Bystřice pod Hostýnem 1914, přeložil Otakar Záhorský.
- Povídky o zvířatech I–III, František Topič, Praha 1915–1916, přeložil J. F. Khun, znovu 1919–1922.
- Povídky táborových ohňů, Praha 1919, přeložil James a F. Špička (obsahuje povídky Jak si skaut Úhoř vydobyl svou přezdívku a Jak si pes zasloužil vyznamenání za záchranu života).
- Duch lesů, Federace čsl. skautů, Praha 1922, přeložil Miloš Seifert; v témže roce ještě 2. vyd.
- Indián - rysy indiánova charakteru, Bedřich Kočí, Praha 1923, přeložil Miloš Seifert.
- Děti divočiny, Bohumil Zdeněk Nekovařík, Praha 1923 a 1925, přeložil Bohumil Zdeněk Nekovařík, znovu 1927 a 1929 Jan Otto, Praha.
- Bingo a jiné příběhy zvířat, Bohumil Zdeněk Nekovařík, Praha 1926, přeložil Bohumil Zdeněk Nekovařík, znovu 1929 Jan Otto, Praha.
- Ptačí příběhy, Bohumil Zdeněk Nekovařík, Praha 1926, přeložil Bohumil Zdeněk Nekovařík. [2. část výboru povídek ze souboru Wild Animals I Have Known: knihu doplňuje esej Desatero přikázání ve světě zvířat, 1923]
- O veveřici, románek šedé veverky, Bohumil Zdeněk Nekovařík, Praha 1923 a 1925, přeložil Bohumil Zdeněk Nekovařík, znovu Jan Otto, Praha 1927 a 1929.
- Úsvit na Cedrové hoře, Bohumil Zdeněk Nekovařík, Praha 1924 a 1925, přeložil Bohumil Zdeněk Nekovařík, znovu Jan Otto, Praha 1928.
- Medvěd Monarcha, Bohumil Zdeněk Nekovařík, Praha 1924 a 1925, přeložil Bohumil Zdeněk Nekovařík, znovu Jan Otto, Praha 1928.
- Domino, románek stříbrné lišky, Bohumil Zdeněk Nekovařík, Praha 1924 a 1925, přeložil Bohumil Zdeněk Nekovařík, znovu Jan Otto, Praha 1927 a 1929.
- Děti divočiny doma, Bohumil Zdeněk Nekovařík, Praha 1924, přeložil Bohumil Zdeněk Nekovařík, znovu Jan Otto, Praha 1927, 1928 a 1929.
- Arktickou prérií, canoí 2000 mil za stády Karibů, Bohumil Zdeněk Nekovařík, Praha 1924 1925, znovu Jan Otto, Praha 1934.
- Zvířata hrdinové, Bohumil Zdeněk Nekovařík, Praha 1925, přeložil Bohumil Zdeněk Nekovařík a Pavla Moudrá, znovu Jan Otto, Praha 1929.
- Wahb, Bohumil Zdeněk Nekovařík, Praha 1925, přeložil Bohumil Zdeněk Nekovařík, znovu Jan Otto, Praha 1929.
- Za sandhillským jelenem, Bedřich Kočí, Praha 1925, přeložil Miloš Seifert, znovu Jan Otto, Praha 1929.
- Z lesní říše, Melantrich, Praha 1925, přeložil Miloš Seifert.
- Rolf zálesák, Bohumil Zdeněk Nekovařík, Praha 1925 a 1925, přeložil Bohumil Zdeněk Nekovařík, znovu Jan Otto, Praha 1927, 1928 a Nakladatelské družstvo Máje, Praha 1937.
- Dvanáct tajemství lesa, Bedřich Kočí, Praha 1925, přeložil Miloš Seifert.
- Dva divoši, Bohumil Zdeněk Nekovařík, Praha 1925, přeložil Bohumil Zdeněk Nekovařík, znovu Jan Otto, Praha 1927, 1928 a 1929.
- Děti pustin, Bohumil Zdeněk Nekovařík, Praha 1926, přeložil Bohumil Zdeněk Nekovařík.
- Ze života severních zvířat, biologické črty I–V, Nakladatelské družstvo Máje, Praha 1937–1938, přeložil Miloš Seifert.
- Katug, dítě sněhu, povídka o bílé lišce, Václav Petr, Praha 1940 přeložil Miloš Seifert.
- Stopami černého vlka, Státní nakladatelství, Praha 1945 přeložil Miloš Seifert, znovu 1946, dotisk 2. vyd. 1949.

### Po roce 1948
- Dva divoši, SNDK, Praha 1957, přeložili Libuše Bubeníková a Jiří Valja, znovu Albatros, Praha 1962, 1971, 1976, 1983 a 1990; Computer Press, Brno 2005, přeložila Dana Krejčová, [aktualizovaný překlad a kompletní původní ilustrace].
- Moji známí z divočiny, SNDK, Praha 1961, vybral a přeložil Jiří Šeda, znovu (přepracované) Albatros, Praha 1968 a 1984.
- Stopy v divočině, Olympia, Praha 1968, přeložil Miloš Zapletal; obsahuje povídky Medvěd Monarcha a Domino; znovu 1991.
- Divoké děti lesů, Mladá fronta, Praha 1968, přeložila Eva Korelusová, (od roku 1914 první úplné vydání knihy Wild Animals I Have Known)
- Z lesního království, Olympia, Praha 1969, přeložil Miloš Zapletal; obsahuje Pírko, Rek, Atalafa - okřídlený skřítek.
- Rolf zálesák, Mladá fronta, Praha 1969, přeložil Křišťan Bém, znovu 1973 a 1984, Leprez, Praha 1997 [všechna vydání cenzurována]; Leprez, Praha 2001, přeložili Křišťan Bém a Miloš Zapletal, první úplné české vydání (samozřejmě jen od roku 1928!).
- Kniha lesní moudrosti, Olympia, Praha 1970, znovu 1991, přeložil Miloš Zapletal [výbor!].
- Povídky od táborového ohně, Olympia, Praha 1972, přeložil Miloš Zapletal [výbor povídek].
- Král vlků, Olympia, Praha 1974, přeložil Miloš Zapletal [výbor povídek z různých knih].
- Cesta životem a přírodou, Orbis, Praha 1977, přeložil Miloslav Vavrda, [mimo poslední kapitolu Hnutí woodcraft].
- Vznik hnutí Woodcrafterských Indiánů, ZO ČSOP Taraxacum, Praha 1979, přeložil Miloslav Vavrda [obsahuje cenzurovanou kapitolu Hnutí woodcraft].
- Poselství rudého muže, (nejdříve jako samizdat 1987), Rout, Praha 1992, 2. vyd. Chvojkovo nakladatelství, Praha 1997, přeložil Martin Kupka.
- Zvířata hrdinové, Leprez, Praha 1998, přeložil Miloš Zapletal.
- Blesk, povídky z divočiny, Leprez, Praha 1998, přeložil Miloš Zapletal [obsahuje dále Po jelení stopě, Pírko - příběh šedého veverčáka, Katug - příběh polárního lišáka].
- Stříbrný lišák, Trinitas, Svitavy 1999, přeložila Barbora Chrudinová.
- Děti divočiny, Leprez, Praha 1999, přeložil Miloš Zapletal.
- Král vlků, Praha 1999, přeložil Miloš Zapletal, [1. překlad knihy Great Historic Animals – Mainly about Wolves].
- Přátelé divočiny, Leprez, Praha 2000, přeložil Miloš Zapletal, [správně: Přátelé z divočiny (chyba nakladatele)].
- Kazatel z Cedrové hory, Leprez, Praha 2000, přeložil Miloš Zapletal.
- Arktická prérie, 3200 kilometrů na kánoi za stády sobů, Leprez, Praha 2001, přeložil Miloš Zapletal.
- Děti divočiny doma, Leprez, Praha 2002, přeložil Miloš Zapletal.
- Indiáni – kniha lesní moudrosti I, Leprez, Praha 2003, přeložil Miloš Zapletal, [zcela přepracované a doplněné].
- Svitek březové kůry – kniha lesní moudrosti II, Leprez, Praha 2004, přeložil Miloš Zapletal, [překlad obou knih nově pořízen z definitivního Setonova vydání z r. 1931].
- Stoupání na horu, Petrkov, Havlíčkův Brod 2013, přeložil Miloš Zapletal.
- Kniha lesní moudrosti. Překlad Miloš Zapletal. Praha: Portál, 2025. 360 s. ISBN 978-80-262-2279-8. [Nové, úplnější a originálu věrnější vydání překladů M. Zapletala]